# Вторжение в США
«Вторжение в США» (англ. Invasion U.S.A.) — американский кинофильм-боевик 1985 года с Чаком Норрисом в главной роли.

## Сюжет
В самом начале фильма группа кубинских нелегалов на лодке прибывает к берегам США. Среди них дети, женщины, старики. Навстречу им выходит патрульный катер береговой охраны. Капитан катера приветствует беженцев и поздравляет с прибытием к «берегам свободы». Но сразу вслед за этим люди в форме ВМС США расстреливают всех находящихся на борту лодки и забирают из тайников на её борту несколько мешков с кокаином. Оказывается, что это не военные США, а отряд переодетых боевиков-коммунистов из Латинской Америки, возглавляемый советским агентом Михаилом Ростовым (Ричард Линч).
Власти США находят брошенную лодку с телами убитых кубинцев. Полицейское отделение Майами принимается за расследование. Боевики тем временем высаживаются во Флориде, выходят на наркоторговцев и обменивают кокаин на крупную партию оружия. Представители ЦРУ обращаются за помощью к своему бывшему агенту Мэтту Хантеру (Чак Норрис), хорошо знакомому с методами Ростова, но тот отказывается. Когда-то у Хантера уже была возможность обезопасить страну от Ростова, но тогда это не отвечало «требованиям момента» и начальство дало «красный свет». Теперь же ЦРУ не в силах справиться с Ростовым и его отрядом без помощи Хантера.
У Ростова грандиозные планы: посеять панику в крупнейших городах США и «взорвать страну изнутри». «Америка скоро станет совсем другой» — говорит он своему помощнику. Но сначала Ростов хочет поквитаться со своим старым знакомым Хантером. Его отряд подъезжает на катерах к дому Хантера, но в этот момент к Хантеру приезжает друг Джон Игл (Дэл Берти). Игл криком предупреждает друга об опасности и скашивает из ружья двоих боевиков, но сам погибает от пуль бандитов. Хантер успевает выпрыгнуть в окно, перед тем как боевики расстреливают дом из гранатомётов.
Тем временем несколько десятков грузовиков с вооруженными до зубов террористами выезжают в Нью-Йорк, Сан-Франциско, Чикаго, Лас-Вегас. Боевики сеют хаос и разрушения, убивая граждан, сжигая их дома, нередко переодевшись в полицейскую или военную форму. Жители в ужасе и не верят никому. Города охватывает паника, по телеканалам непрерывно идут репортажи о всё новых и новых терактах. Полиция и ФБР в растерянности, и только Хантер и сотрудники ЦРУ понимают, кто может стоять за всем этим — Ростов. Хантеру даже удается сорвать нападение боевиков на один из супермаркетов, где проводилась предрождественская распродажа, и уничтожить целый отряд террористов. На следующий день власти объявляют о переходе на военное положение и вводят комендантский час. Планы Ростова постепенно воплощаются. Но за следующие два дня Хантеру удаётся сорвать ещё два крупных теракта, и уничтожить Никко (Александер Зейл), «правую руку» Ростова. Затем Хантер спасает автобус с детьми, заминированный террористами. Оказалось, что Никко до своей гибели спланировал убийство детей. Хантер прибывает туда, но уже поздно. Во встрече с представителем ЦРУ Мэтт Хантер передаёт некий план, на что агент ЦРУ говорит, что это безумие. Позже «федералы» арестовывают Хантера и помещают в правительственный командный центр в Атланте, о чём сообщается прессе.
Ростов давно понял, что Хантер жив, а теперь он увидел своего заклятого врага в теленовостях. Хантер посмотрел на него с экрана и сказал свою коронную фразу: «Время умирать». Ростов в ярости, он требует бросить все силы на Хантера. Большие силы террористов, возглавляемые лично Ростовым, движутся к Атланте. В свою очередь вслед за ними выдвигаются войска Национальной Гвардии, и блокируют террористов, которые позже были ликвидированы армией. Ростов понимает, что попал в ловушку, но отступать поздно. Теперь его единственная цель — рассчитаться с Хантером. Перестрелка в командном центре завершается победой Хантера, уничтожившего целый отряд боевиков. По законам жанра, последним Хантер покарал их главаря. Интересно, что в финальной батальной сцене Хантер и Ростов охотятся друг на друга, будучи вооружены ручными противотанковыми гранатомётами. В итоге, Хантер сумел зайти Ростову за спину и уничтожил его прямым попаданием из гранатомёта.

## Съёмки фильма
Хотя по сюжету боевики напали на многие города Америки, на экране действие происходит на юге Флориды, а финальная сцена — в здании Georgia-Pacific Tower (Атланта, штат Джорджия). Примечательно, что на постерах и кассетах с фильмом изображён Капитолий и башни Всемирного торгового центра, хотя Хантер так и не побывал ни в Вашингтоне, ни в Нью-Йорке. На съёмках было взорвано и сожжено довольно много частных жилых домов. Все эти сцены снимались на юге Атланты, возле международного аэропорта «Хартсфилд-Джексон». Эти дома были выкуплены для расширения территории аэропорта и подготовлены к сносу, на момент съёмок они пустовали.
Роль настырной журналистки первоначально предназначалась Вупи Голдберг, но затем режиссёр Джозеф Зито передумал.
В фильме есть эпизод, когда Хантер и Ростов смотрят по телевизору классический фантастический фильм «Земля против летающих тарелок» 1956 года, в котором инопланетяне нападают на Америку.

## Критика
Отзывы критиков в США о фильме были уничижительными. Героя Чака Норриса называли картонной копией Рембо, а сам фильм брутальным, садистским, полным фальшивой пропаганды. Отзывы критиков других стран были близки к американским. В Советском Союзе фильм появился на заре «эры видеомагнитофонов», и был одним из видеосалонных хитов, получив определённую популярность, несмотря на явную антисоветскую направленность и откровенную клюкву, включая ломаный русский язык главного антигероя.

## Ошибки
Кроме использования в оформлении постеров и кассет изображений зданий, не появляющихся в фильме, есть ошибки и в официальной аннотации. Так, там сказано, что Хантер обучает военных США приёмам борьбы с терроризмом, хотя в фильме ничего подобного не происходит: Хантер действует только в одиночку.

## Использование торговой марки
- Вслед за выпуском фильма в октябре 1985 года издательством «Pinnacle Books» была издана книга.
- В том же году саундтрек Джея Чэттэуэя был выпущен на пластинке лейблом «Varèse Sarabande». В 2008 году другой лейбл (Intrada) переиздал его на CD, в ремастированном и дополненном виде, ограниченным тиражом в 1000 копий.

## В ролях
- Чак Норрис — Мэтт Хантер
- Ричард Линч — Михаил Ростов
- Мелисса Профет — МакГуайр
- Александр Зейл — Никко
- Алекс Колон — Томас
- Эдди Джонс — Кэссиди
- Джон де Ври — Джонстон
- Джеймс О’Сулливан — Харпер
- Билли Драго — Микки
- Хайме Санчес — Кастильо
- Дел Берти — Джон Игл
- Стивен Маркл — Флинн
- Шейн МакКэми — Курт
- Мартин Шакар — Адамс
- Джеймс Пакс — Койо